# Reftinská jaderná elektrárna
Reftinská jaderná elektrárna (rusky Рефтинская АЭС) je plánovaná jaderná elektrárna v Rusku, která bude postavena poblíž města Reftinskyj ve Sverdlovské oblasti. Plány na její výstavbu byly oznámeny v srpnu 2024 v rámci nového programu výstavby jaderných elektráren, který představila ruská vláda. Elektrárna by měla být vybavena rychlým množivým reaktorem BN-1200 a bude druhou jadernou elektrárnu v této oblasti po Bělojarské jaderné elektrárně.

## Historie a technické informace

### Počátky
Poprvé se plány na vybudování jaderné elektrárny u města Reftinskyj ve Sverdlovské oblasti objevily v srpnu 2024. V té době ruská vláda oznámila, že v rámci nového plánu na výstavbu jaderných elektráren do roku 2042 má v úmyslu vybudovat až 33 nových jaderných reaktorů po celém Rusku.
Elektrárna by měla disponovat jedním rychlým množivým reaktorem chlazeným sodíkem BN-1200 o hrubém výkonu 1255 MW. Předchůdce tohoto reaktoru stojí v Bělojarské jaderné elektrárně ve své 885 MW variantě; BN-800.
Podle dostupných informací by měla elektrárna zahájit svůj provoz v roce 2041.

### Umístění
Jaderná elektrárna by měla být vybudována poblíž města Reftinskyj ve Sverdlovské oblasti. Výhodou této lokality je ta, že se poblíž města nachází také Reftinská uhelná elektrárna, tudíž je možné využít stávající infrastrukturu, jako je železnice a silnice pro dopravu těžkých komponent. Město Reftinskyj, které slouží pro zaměstnance stávající uhelné elektrárny může být rozšířeno a sloužit také pro zaměstnance jaderné elektrárny. Další podstatnou výhodou je blízkost Bělojarské jaderné elektrárny, která disponuje podobnými reaktory, tudíž bude možné využít podobné a již známé způsoby dopravy komponent, jako při výstavbě Bělojarské elektrárny.

## Informace o reaktorech
| Reaktor    | Typ reaktoru | Výkon | Výkon   | Zahájení výstavby | Připojení k síti | Uvedení do provozu | Uzavření |
| Reaktor    | Typ reaktoru | Čistý | Hrubý   | Zahájení výstavby | Připojení k síti | Uvedení do provozu | Uzavření |
| ---------- | ------------ | ----- | ------- | ----------------- | ---------------- | ------------------ | -------- |
| Reftinsk-1 | BN-1200      |       | 1255 MW |                   | 2041             |                    |          |